# Anna-Maria Wagner
Anna-Maria Wagner (Ravensburg, 17 de maio de 1996) é uma judoca alemã, medalhista olímpica.

## Carreira
Em 2021, obteve o ouro no Campeonato Mundial em Budapeste a vencer a francesa Madeleine Malonga na final. No mesmo ano, esteve nos Jogos Olímpicos de Verão de 2020 em Tóquio, onde participou do confronto de peso meio-pesado, conquistando o bronze após derrotar a cubana Kaliema Antomarchi. Além disso, compôs o grupo alemão que ficou em terceiro lugar na disputa por equipes.
Em 2022, integrou o time que ganhou o bronze no Mundial em Tasquente. Em 2024, foi campeã mundial pela segunda vez, vencendo a italiana Alice Bellandi na decisão em Abu Dhabi.